# ARD
Рабочее содружество общественно-правовых учреждений радиовещания ФРГ (нем. Arbeitsgemeinschaft der öffentlich-rechtlichen Rundfunkanstalten der Bundesrepublik Deutschland, АРД) — организация без статуса юридического лица.

## Деятельность
Сообщество ведёт:
- телевещание
  - с 1954 года — вещание по 1-й телепрограмме Das Erste;
  - с 1981 года — Совместная дополуденная программа АРД и ЦДФ;
  - с 1 июня 1961 года до 31 марта 1963 года — вещание по 2-й телепрограмме[7];
  - с 1997 года — вещание по информационной телепрограмме tagesschau24;
  - с 1997 года — вещание по молодёжной телепрограмме One;
  - с 1998 года — вещание по парламентской телепрограмме Phoenix (совместно с ZDF);
  - с 1998 года — вещание по детской телепрограмме KiKA (совместно с ZDF);
  - с 1992 года — подготовку отдельных передач международной телепрограммы 3sat;
  - с 1999 года — телетекст 1-й телепрограммы, до 1999 года — совместный телетекст 1-й и 2-й телепрограмм (совместно с ZDF);
- радиовещание
  - с 2011 года — ночные информационные передачи по программам бранденбургской, гессенской, саксонской, саксен-анхальтской, тюрингской, нижнесаксонской, мекленбургской, гамбургской, шлезвиг-гольштейнской, саарландской, баден-вюртембергской, рейнланд-пфальцской и западно-германской радиопрограммам и всем региональным информационным радиопрограммам;
  - с 2011 года — ночные передачи по региональным молодёжным радиопрограммам (Junge Nacht der ARD);
  - с 2011 года — ночные передачи по северо-германской 2-й и центрально-германской 2-й, гессенской 3-й и юго-западно-германской 3-й программам (ARD-Popnacht);
  - с 2011 года — ночные передачи по региональным информационным программам (ARD-Infonacht);
  - с 2011 года — ночные передачи по баварской 2-й, гессенской 2-й, юго-западно-германской 2-й, саарландской 2-й, западно-германской 3-й, северо-германской 3-й программе, бранденбургско-берлинской 3-й и центрально-германской 3-й программам (программа ARD-Nachtkonzert);
  - с 2011 года — ночные передачи по баварской 1-й, бранденбургской 1-й, тюрингской 1-й, саксонской 1-й, саксен-анхальтской 1-й программам (прогамма ARD-Hitnacht);
- деятельность в Интернете
  - сайт ard.de;
  - сайт daserste.de (на котором выкладывается программа-передач и ведётся онлайн вещание по 1-й программе);
  - с 1996 года[8] — сайт tagesschau.de (на котором выкладываются новости);
  - страницу ARD на сайте youtube.com (на которой выкладываются преимущественно анонсы передач 1-й программы);
  - страницу Tagesschau на сайте youtube.com (на которой выкладываются репортажи информационных передач);
  - страницу ARD на сайтах facebook.com и twitter.com;
  - страницу Das Erste на сайте twitter.com;
  - страницу Tagesschau на сайтах facebook.com и twitter.com;
  - страницу ARD Mediathek на сайте facebook.com;
- финансирование вещательных организаций земель;
- обмен радиопередачами[9][10].

## Члены

Организации-члены ARD

| Организация                 | Логотип | Местонахождение    | Поступления в 2009, млн € | Сбор налогов в 2009, млн € | Дата основания | Область вещания                                                              | Жителей в обл. вещания, млн |
| --------------------------- | ------- | ------------------ | ------------------------- | -------------------------- | -------------- | ---------------------------------------------------------------------------- | --------------------------- |
| Баварское радио             |         | Мюнхен             | 1000                      | 0879                       | 1949           | Бавария                                                                      | 12,4                        |
| Гессенское радио            |         | Франкфурт на Майне | 0481                      | 0407                       | 1948           | Гессен                                                                       | 06,0                        |
| Центрально-Германское радио |         | Лейпциг            | 0636                      | 0556                       | 1991           | Саксония, Саксония-Анхальт, Тюрингия                                         | 08,6                        |
| Северо-Германское радио     |         | Гамбург            | 1083                      | 0956                       | 1956           | Гамбург, Нижняя Саксония, Шлезвиг-Гольштейн, Мекленбург — Передняя Померания | 13,9                        |
| Радио Бремена               |         | Бремен             | 0097                      | 0041                       | 1945           | Бремен                                                                       | 00,7                        |
| Радио Берлин-Бранденбург    |         | Берлин, Потсдам    | 0395                      | 0344                       | 2003           | Берлин, Бранденбург                                                          | 05,9                        |
| Саарландское радио          |         | Саарбрюккен        | 0116                      | 0064                       | 1957           | Саар                                                                         | 01,0                        |
| Юго-западное радио          |         | Штутгарт           | 1190                      | 0959                       | 1998           | Баден-Вюртемберг, Рейнланд-Пфальц                                            | 14,6                        |
| Западно-Германское радио    |         | Кёльн              | 1350                      | 1140                       | 1956           | Северный Рейн-Вестфалия                                                      | 17,5                        |
| Немецкая волна              |         | Бонн               | финансирование из бюджета | -                          | 1960           | Зарубежное вещание                                                           | 0-                          |

## Руководство
Руководство сообществом осуществляют:
- общее собрание (mitgliderversammlung), состоящий из директоров радиотелецентров[11];
- программный совет (programmbeirat), избираемый советами вещательных организаций земель[12] по предложению массовых организаций;
- председатель (vorsitzedner), избираемый общим собранием[13], из своего числа сроком на 1 год и осуществлявший руководство совместными подразделениями;
- заместитель председателя (stellvertretender vorsitzender), избираемый общим собранием из своего состава сроком на 1 год.

## Подразделения
Подразделения ARD являются подразделениями вещательных организаций земель, осуществляющих теле- и радиовещание:
- Дирекция программ Первого германского телевидения (Programmdirektion Erstes Deutsches Fernsehen) (подразделение Баварского радио);
- Столичный корреспондентский пункт ARD (ARD-Hauptstadtstudio)[14][15][16][17] (подразделение Радио Берлина и Бранденбурга);
- «АРД Актуэлль» (ARD Aktuell) (подразделение Северо-Германского радио);
  - корреспондентские пункты ARD внутри Германии;
- Передающий центр ARD (ARD-Sendezentrum), осуществляющий техническую часть координации телепередач программы «Дас Эрсте» и ночных радиопрограмм, а также обмен передачами с другими членами Европейского союза радиовещания (подразделение Гессенского радио);
- Корреспондентские пункты ARD заграницей (подразделения вещательных организаций различных земель);
- «АРД Текст» (подразделение Радио Берлина и Бранденбурга);
- «АРД Онлайн» (ARD-Online-Redaktion) (подразделение Юго-Западного радио);
- Станция приема и передачи программ (ARD Play-Out-Center), осуществляет передачу теле- и радиопрограмм ARD на телекоммуникационные спутники, техническую часть координации передач телепрограмм «Тагессшау 24» и «Ван», производство телегида для все совместных телепрограмм сообщества, координацию закупки телешоу для них учреждениями-членами ARD (является подразделением Радио Берлина и Бранденбурга[18]);
- Архив германского радио (Deutsches Rundfunkarchiv) — совместный с Deutschlandradio фонд гражданского права, часть архива расположенная во Франкфурте-на-Майне является подразделением Гессенского радио, часть расположенная в Берлине — Радио Берлина и Бранденбурга.

## Финансирование
Организация финансируется:
- 1950—1976 
  - Федеральным министерством почт и телекоммуникаций преимущественно от средств от сбора абонемента;
  - продажи компанией Degeto Film GmbH прав на разовый показ её фильмов, телефильмов и телесериалов;
- 1976 года
  - на 86 %[19] — абонементной службой ARD ZDF Deutschlandradio Beitragsservice за счёт абонемента (Rundfunkgebühr), собираемого со всех квартировладельцев этой организацией;
  - на 2 %[19] — от продажи рекламного времени обществом с ограниченной ответственностью ARD Media GmbH;
  - на 12 %[19] — от продажи компанией Degeto Film GmbH другим телеорганизациям прав на разовый показ фильмов, телефильмов и телесериалов правами она обладает учреждения (как правило снятых по его заказу), издания их на видеоносителях, выдачи лицензий на производство по их мотивам других художественных произведений (сиквелов, приквелов, римейков, новеллизаций, комиксных адаптаций).

## Телепередачи
- Tagesschau — информационная программа АРД, утренние, дневные и вечерний выпуск новостей, выпускается по 1-й программе, главный выпуск по 1-й программе, 3-м программам (кроме MDR Fernsehen) и программам «Тагесшау 24», «Феникс», «АРД Альфа» и «3 Зат», ведётся дикторами;
- Tagesthemen — информационная программа АРД, выпускается по 1-й программе и программе «Тагесшау 24», в отличие от «Тагесшау» ведётся журналистами, бюллетень новостей в рамках передачи — дикторами;
- Nachtmagazin — информационная программа АРД, выпускается по 1-й программе и программе «Тагесшау 24», в отличие от «Тагесшау» ведётся журналистами, бюллетень новостей в рамках передачи — дикторами;
- До 2014 года Wochenspiegel — аналитическая программа АРД, выпускалась по 1-й программе и программе «Тагесшау 24», ведётся журналистами, бюллетень новостей в рамках передачи — дикторами.

## Цифровое вещание ARD

### Цифровое телевидение ARD
- Мультиплекс ARD Digital включает в себя Das Erste, phoenix (в Мекленбурге-Передней Померании — MDR), tagesschau24 (в Саксонии-Анхальт, Саксонии, Тюрингии, Северном Рейне-Вестфалии — One, в Рейнланд-Пфальце, Баден-Вюртемберге и Баварии — EinsPlus, в Саарланде — SR Fernsehen, в Мекленбурге-Передней Померании — NDR) и Arte (в Бранденбурге, Берлине и Мекленбурге-Передней Померании — RBB Fernsehen)[20].

## Критика

### Освещение событий на Украине
По раннему анализу журнала «Zapp», освещение событий на Евромайдане могло быть односторонним. Согласно этому анализу, в репортажах ARD около 80 % интервьюируемых в период с декабря 2013 года по февраль 2014 года были противниками президента Януковича. Также часто под видом независимого собеседника выступал один из лидеров оппозиции, бывший чемпион мира по боксу Виталий Кличко. В июне 2014 года восемь членов Программного совета АРД единогласно признали, что освещение телеорганизацией событий Евромайдана было «односторонним, тенденциозным и неполным». Передачи АРД вызывали «впечатление предвзятости» и были как правило направлены «против России и российской позиции». В протоколе Консультативного совета было отмечено, что для оценки и понимания причин возникновения и эскалации кризиса на Украине в репортажах ARD было недостаточно рассмотрено или полностью отсутствовало следующее:
- репортажи о «соглашении об ассоциации» ЕС, содержание данного соглашения, область его применения и совместимость с интересами России;
- политические и стратегические цели НАТО при расширении на восток и роль Украины;
- роль и законность так называемых майданщиков в политике, их приход к власти, роль радикальных националистических сил, в частности, организации «Свобода» в этих событиях;
- соглашения об урегулировании кризиса на Украине от 21 февраля, причины, почему оно не вступило в действие, роль в этом активистов Майдана и правых сил;
- вопрос конституционного и правового соответствия свержения Януковича и роль в этом националистических сил;
- вопрос легитимности проведения референдума в Крыму, ход и результаты референдума, история Крыма, роль населения в процессе сецессии;
- отсутствие анализа отделения Крыма. Была это аннексия или сецессия в соответствии с международным правом? Как оценивать передачу АРК в 1954 году в состав Украинской ССР?

Член Левой партии Германии Сара Вагенкнехт назвала доклад Программного совета «уничтожающим». Он подтверждает то, что было совершенно ясно уже нескольких месяцев. Передачи ARD были предвзятыми и тенденциозными.

### Освещениеевропейского миграционного кризиса
В октябре 2015 года главный редактор Главной редакции информации «АРД Актуээль» Кай Гниффке признал, что АРД в своих информационных программах не всегда даёт точное представление о беженцах, прибывающих в Европу: «Видеооператоры при съёмке беженцев выискивают семьи с маленькими детьми и большими глазами, тогда как 80 % беженцев — молодые, крепко сложенные мужчины».

## Известные сотрудники
- Ханс Дитер Кронцукер — журналист и телеведущий
- Рори Пек — независимый репортёр и оператор
- Герд Руге — журналист и телеведущий
- Ева Херман — диктор новостей
- Петер Шолл-Латур — корреспондент и программный директор
- Харальд Шмидт — актёр, кабаретист, телеведущий и писатель
- Михаил Павелец — ведущий новостей